# غدد بزاقی
غدد بزاقی (به انگلیسی: Salivary gland) از غدد برون‌ریز در پستانداران است. 
غدد موجود در بافت همبند زیر مخاط دهان که به‌طور مداوم ترشح می‌کنند، غدد بزاقی فرعی نامیده می‌شوند، که علاوه بر اینها سه زوج غده بزاقی اصلی به نام‌های غده بناگوشی، غده زیرآرواره‌ای و غده زیرزبانی در دهان دیده می‌شود. غدد بزاقی از قسمت‌های مترشحه و مجاری تشکیل شده‌اند. سه نوع قسمت مترشحه به اسامی آسینی سروزی، آسینی موکوسی و آسین‌های مختلط و سه نوع مجرا به اسامی مجاری رابط، مجاری مخطط و مجاری بین لبولی قابل تشخیص می‌باشند. در واقع اگر به خواهيم به صورت ساده غدد بزاقي را تعريف كنيم مي گوييم، غدد بزاقی از سه بخش تشكيل شده كه در روند گوارش در دهان تاثيرگذار است. اين سه بخش شامل غدد زیرآرواره‌ای، غدد زيرزبانی و غدد بزاقی است.
اين غدد بزاقی را كه ترشح می‌كند شامل آب و آنزيم است. غدد بزاقی به خاطر آنزيمی كه ترشح می‌كند سبب می‌شود تا غذا نرم شود و سريع‌تر گوارش يابد.۰

## آسین‌های سروزی
آسین‌های کروی هستند که از سلول‌های هرمی بلند تشکیل شده‌اند و حفره وسطی آسین نامشخص است. هسته سلول‌ها گرد و در نزدیک قاعده قرار گرفته و سیتوپلاسم آن‌ها در سطح راسی حاوی گرانول‌های ترشحی است. با میکروسکوپ الکترونی شبکه آندوپلاسمی دانه‌دار گسترده‌ای در قاعده سلول‌های سروزی مشاهده می‌گردد که دلیل بر فعال بودن آن‌ها از نظر پروتئین‌سازی است. ترشحات آسین‌های سروزی، مایع سروزی است که از پروتئین‌ها و آنزیمهای مترشحه به‌وسیله سلول‌ها و آب و املاح تشکیل شده‌است. سلول‌های سروزی بر روی غشای پایه قرار گرفته‌اند.

## آسین موکوسی
آسین‌های کروی یا لوله‌ای هستند که از سلول‌های هرمی کوتاه و حفره وسطی نسبتاً مشخص تشکیل شده‌اند. هسته سلول‌ها پهن، چسبیده به قاعده سلول قرار گرفته‌اند. چون محتویات سلول‌های موکوسی ضمن آماده‌سازی بافت، حل شده و از بین می‌روند، آسین‌های موکوسی زیر میکروسکوپ کف‌آلود و روشن دیده می‌شوند.
با میکروسکوپ الکترونی مشاهده شده‌است که سلول‌ها حاوی گرانول‌های موکوسی متعدد در سیتوپلاسم رأس خود و شبکه آندوپلاسمی توسعه نیافته می‌باشند. ترشحات آسین‌های موکوسی، مایع موکوسی است که از گلیکوپروتئین‌های اسیدی مترشحه از سلول‌ها و آب و املاح تشکیل شده‌است. در آسین‌های موکوسی همانند آسین‌های سروزی سلول‌های مترشحه بر روی غشای پایه قرار گرفته‌اند.

## آسین مختلط
آسین‌هایی هستند از نوع لوله‌ای یا کروی که از سلول‌های موکوسی و تعدادی از سلول‌های سروزی تشکیل شده‌اند. سلول‌های سروزی که به صورت کلاهک قرار می‌گیرند، هلال ژیانوزی نامیده می‌شوند.

## مجاری رابط
مجاری باریکی هستند که مرتبط با آسین‌های ترشحی قرار گرفته‌اند و سلول‌های پوشاننده آن‌ها مکعبی و حاوی شبکه آندوپلاسمی نسبتاً گسترده‌ای هستند.

## مجاری مخطط
مجراهای نسبتاً بزرگی هستند که در بین آسین‌ها دیده می‌شوند و وجود چین‌های قاعده‌ای متعدد و میتوکندری‌های فراوان در سلول‌های آن‌ها باعث مخطط دیده شدن قاعده سلول‌ها می‌باشد. این سلول‌ها مشخصات سلول‌های انتقال‌دهنده یون‌ها را دارا هستند و با افزودن و بازجذب مواد باعث تغییر ترکیب بزاق مترشحه به‌وسیله آسین‌ها می‌گردند.

## مجاری بین لبولی
این مجاری از به هم پیوستن مجاری داخل لبولی حاصل و در بافت همبند بین لبول‌ها مشاهده می‌گردند. بافت پوششی، پوشاننده این مجاری از نوع منشوری ساده و بلند می‌باشند. مجاری بین لبولی به هم پیوسته، و مجاری بزرگتر بین لبولی را به‌وجود می‌آورند که اپی تلیوم پوشاننده آن‌ها از منشوری ساده تا مکعبی مطبق و نهایتاً سنگ‌فرشی مطبق تغییر می‌کند.
هر غده بزاقی توسط کپسولی از بافت همبند احاطه شده‌است که انشعابات آن به درون غده نفوذ کرده و آن را به لوب و لبول‌ها تقسیم می‌نماید. رگ‌های خونی و لنفی و اعصاب خودکار از یک ناحیه وارد غده شده و پس از انشعاب وارد بافت همبند بین لبولی و بین لوبی گردیده و نهایتاً اجزاء ترشحی را در بر می‌گیرند.

## غدد بناگوشی
این غدد در زیر و مقابل گوش‌ها قرار گرفته‌اند و تقریباً همه آسین‌های تشکیل دهنده آن سروزی هستند. بافت همبند بین لبولی در این غده حاوی چربی، پلاسماسل و لنفوسیت‌ها است. پلاسماسل‌ها مسئول ترشح آنتی بادی می‌باشند که پس از بسته شدن به پروتئین‌های اتصالی مترشحه از مجاری رابط و مخطط به حفره دهانی منتقل می‌گردد. این غدد مسئول ترشح ۲۵ درصد بزاق می‌باشند و ترشحات هر غده توسط مجرایی به مقابل دومین دندان مولار، در حفره دهانی تخلیه می‌گردد. عفونت ویروسی این غده اوریون نامیده می‌شود. در بعضی از حیوانات غده پاروتید ترشح‌کننده مواد سمی است.

## غدد زیر آرواره‌ای(تحت فکی)
این غدد در زیر فک تحتانی و در طرفین گردن قرار گرفته‌اند. اکثریت آسین‌های تشکیل دهنده غده تحت فکی از سروزی و مابقی از نوع موکوسی و مخطط می‌باشند. این غده مسئول ترشح ۷۰٪ از بزاق می‌باشد. ترشحات هر غده توسط مجرایی به کف دهان در طرفین بند زبان تخلیه می‌گردد.

## غدد زیرزبانی
این غدد در کف حفره دهانی و در طرفین بند زبان قرار گرفته‌اند. آسین‌های تشکیل‌دهنده غدد زیر زبانی عمدتاً از نوع موکوسی و بقیه از نوع سروزی و مخطط می‌باشند. ترشحات این غدد توسط مجرای کوتاهی به نام بارتولن به کف حفره دهانی (در مجاورت یا محل باز شدن غده تحت فکی) تخلیه می‌گردد.

## بزاق
ترشحات غدد بزاقی در مجموع بزاق نامیده می‌شوند که اعمال مختلفی را عهده‌دار می‌باشد مانند مرطوب نگه‌داشتن مخاط دهان، عمل حفاظتی، هضم اولیه مواد قندی با داشتن آمیلاز.
ترشحات بزاق توسط عوامل مکانیکی و اعصاب به‌طور خودکار کنترل می‌گردد. اعصاب سمپاتیک و پارا سمپاتیک استثنائاً در این مورد هر دو به عنوان تحریک‌کننده می‌باشند و ترشح بزاق را افزایش می‌دهند.